# 맷 보우먼
맷 보우먼(Matthew Chou Bowman, 1991년 5월 31일 ~ )은 미국 프로 야구 뉴욕 양키스의 선수이다.

## 출신 학교
- 프린스턴 대학교